# 仙王座6
仙王座6，又名BD+64 1527，HD 203467、SAO 19313、HR 8171，是仙王座的一颗恒星，视星等为5.18，位于銀經102.74，銀緯10.69，其B1900.0坐标为赤經21h 17m 17.7s，赤緯+64° 10.69′ 52″。